# Gimnastică la Jocurile Europene din 2015
Probele de gimnastică la Jocurile Europene din 2015 s-au desfășurat în perioada 14-16 iunie la Arena Națională de Gimnastică din Baku în Azerbaidjan.

## Medaliați

### Acrobatică

#### Trio feminin
| Probă   | Aur                                                         | Argint                                                 | Bronz                                                           |
| Compus  | Belgia · Kaat Dumarey · Julie Van Gelder · Ineke Van Scioor | Rusia Valeriia Belkina Iulia Nikitina Janna Parkhometc | Belarus Kațiaryna Barysevici Veranika Nabokina Karina Sandovici |
| Static  | Belgia · Kaat Dumarey · Julie Van Gelder · Ineke Van Scioor | Rusia Valeriia Belkina Iulia Nikitina Janna Parkhometc | Belarus Kațiaryna Barysevici Veranika Nabokina Karina Sandovici |
| Dinamic | Belgia · Kaat Dumarey · Julie Van Gelder · Ineke Van Scioor | Rusia Valeriia Belkina Iulia Nikitina Janna Parkhometc | Belarus Kațiaryna Barysevici Veranika Nabokina Karina Sandovici |

#### Perechi mixte
| Probă   | Aur                                    | Argint                                     | Bronz                                    |
| Compus  | Rusia Marina Cernova Gheorghi Pataraia | Belgia · Iana Vastavel · Solano Cassamajor | Regatul Unit Hannah Baughn Ryan Bartlett |
| Static  | Rusia Marina Cernova Gheorghi Pataraia | Belgia · Iana Vastavel · Solano Cassamajor | Regatul Unit Hannah Baughn Ryan Bartlett |
| Dinamic | Rusia Marina Cernova Gheorghi Pataraia | Belgia · Iana Vastavel · Solano Cassamajor | Regatul Unit Hannah Baughn Ryan Bartlett |

### Aerobică
| Probă         | Aur                                                                      | Argint                                                                                        | Bronz                                                                         |
| Perechi mixte | Spania Sara Moreno Vicente Lli                                           | Italia Micela Castoldi Davide Donati                                                          | Rusia Duhik Djanazean Denis Soloev                                            |
| Ansamblu mixt | Ungaria Panna Szollosi Dora Lendvay Dora Hegyi Balazs Farkas Daniel Bali | România · Lavinia Panaete · Bianca Gorgovan · Dacian Barna · Daniel Bocser · Lucian Savulescu | Spania Belen Guillemot Aranzazu Martínez Sara Moreno Vicente Lli Pedro Moreno |

### Artistică

#### Masculin
| Probă             | Aur                                                      | Argint                                              | Bronz                                                |
| Echipe            | Rusia David Belyavskiy Nikita Ignatyev Nikolai Kuksenkov | Ucraina Igor Radivilov Oleh Verneaiev Mykyta Yermak | Azerbaidjan Petro Pakhnyuk Oleg Stepko Eldar Safarov |
| Individual compus | Oleh Verneaiev (UKR)                                     | Oleg Stepko (AZE)                                   | Nikita Ignatyev (RUS)                                |
| Sol               | Rayderley Zapata (ESP)                                   | Fabian Hambücen (GER)                               | David Beleavski (RUS)                                |
| Cal cu mânere     | Sašo Bertoncelj (SLO)                                    | Oleg Stepko (AZE)                                   | Brinn Bevan (GBR)                                    |
| Inele             | Eleftherios Petrounias (GRE)                             | Nikita Ignatev (RUS)                                | İbrahim Çolak (TUR)                                  |
| Sărituri          | Oleh Verneaiev (UKR)                                     | Casimir Schmidt (NED)                               | Oleg Stepko (AZE)                                    |
| Paralelele        | Oleg Stepko (AZE)                                        | David Beleavski (RUS)                               | Marius Berbecar (ROU)                                |
| Bară fixă         | Fabian Hambücen (GER)                                    | Vlasios Maras (GRE)                                 | Nikita Ignatev (RUS)                                 |

#### Feminin
| Probă             | Aur                                                  | Argint                                               | Bronz                                                 |
| Echipe            | Rusia Aliya Mustafina Viktoria Komova Seda Tuthalean | Germania Elisabeth Seitz Sophie Sceder Leah Griesser | Țările de Jos Céline van Gerner Lieke Wevers Lisa Top |
| Individual compus | Aliya Mustafina (RUS)                                | Giulia Steingruber (SUI)                             | Lieke Wevers (NED)                                    |
| Sărituri          | Giulia Steingruber (SUI)                             | Seda Tuthalean (RUS)                                 | Lisa Top (NED)                                        |
| Paralele inegale  | Aliya Mustafina (RUS)                                | Sophie Sceder (GER)                                  | Andreea Iridon (ROU)                                  |
| Barnă             | Lieke Wevers (NED)                                   | Andreea Iridon (ROU)                                 | Giulia Steingruber (SUI)                              |
| Sol               | Giulia Steingruber (SUI)                             | Aliya Mustafina (RUS)                                | Lieke Wevers (NED)                                    |

### Ritmică

#### Individual
| Probă             | Aur                    | Argint                   | Bronz                    |
| Individual compus | Iana Kudreavțeva (RUS) | Margarita Mamun (RUS)    | Melitina Staniouta (BLR) |
| Cerc              | Margarita Mamun (RUS)  | Melitina Staniouta (BLR) | Neta Rivkin (ISR)        |
| Minge             | Iana Kudreavțeva (RUS) | Ganna Rizatdinova (UKR)  | Melitina Staniouta (BLR) |
| Măciuci           | Iana Kudryavțeva (RUS) | Ganna Rizatdinova (UKR)  | Melitina Staniouta (BLR) |
| Panglică          | Iana Kudryavțeva (RUS) | Marina Durunda (AZE)     | Salomé Pazhava (GEO)     |

#### Group
| Probă              | Aur | Argint                                                                                       | Bronz |
| Compus             | Rusia Diana Borisova Daria Kleșceva Anastasiia Maksimova Anastasiia Tatareva Maria Tolkaceva Sofya Skomorokh | Israel Yuval Filo Alona Koșevațkiy Ekaterrina Levina Karina Lykhvar Ida Mayrin               | Belarus Ksenya Celdișkina Maria Kadobina Aliaksandra Narkevici Valeriya Piscelina Arina țițilina Hanna Dudzenkova |
| Panglică           | Rusia Diana Borisova Anastasiia Maksimova Anastasiia Tatareva Maria Tolkaceva Sofya Skomorokh                | Ucraina Olena Dmytraș Yevgeniya Gomon Oleksandra Gridasova Valeriia Gudym Anastasiya Voznyak | Israel Yuval Filo Alona Koșevațkiy Ekaterrina Levina Karina Lykhvar Ida Mayrin                                    |
| Măciuci + panglică | Belarus Ksenya Celdișkina Maria Kadobina Valeriya Piscelina Arina țițilina Hanna Dudzenkova                  | Israel Yuval Filo Alona Koșevațkiy Ekaterrina Levina Karina Lykhvar Ida Mayrin               | Ucraina Olena Dmytraș Yevgeniya Gomon Oleksandra Gridasova Valeriia Gudym Anastasiya Voznyak                      |

### Trambulină
| Probă                    | Aur                                | Argint                                     | Bronz                                 |
| Individual masculin      | Dmitry Ușakov (RUS)                | Uladzislau Hancearou (BLR)                 | Ilya Grișunin (AZE)                   |
| Perechi masculin sincron | Rusia Dmitry Ușakov Mikhail Melnik | Belarus Uladzislau Hancearou Mikalai Kazak | Germania Martin Gromowski Kyrylo Sonn |
| Individual feminin       | Iana Pavlova (RUS)                 | Katherine Driscoll (GBR)                   | Hanna Harcionak (BLR)                 |
| Perechi feminin sincron  | Rusia Iana Pavlova Anna Kornețkaya | Franța Marine Jurbert Joëlle Vallez        | Portugalia Beatriz Martins Ana Rente  |

## Legături externe
- en  az  Rezultate gimnastică artistică Arhivat în 17 iunie 2015, la Wayback Machine. pe site-ul oficial competiției
- en  az  Rezultate gimnastică acrobatică Arhivat în 24 iunie 2015, la Wayback Machine. pe site-ul oficial competiției
- en  az  Rezultate gimnastică ritmică[nefuncțională – arhivă]
 pe site-ul oficial competiției
- en  az  Rezultate trambulină[nefuncțională – arhivă]
 pe site-ul oficial competiției